# Onthophagus paolae
Onthophagus paolae es una especie de insecto del género Onthophagus, familia Scarabaeidae, orden Coleoptera.

Fue descrita científicamente por Palestrini en 1992.